# Gare de Leforest
Gare de Leforest vasútállomás Franciaországban, Leforest településen.

## Vasútvonalak
Az állomást az alábbi vasútvonalak érintik:
- Párizs-Lille-vasútvonal

## Kapcsolódó állomások
A vasútállomáshoz az alábbi állomások vannak a legközelebb:
- Gare d’Ostricourt
- Gare de Pont-de-la-Deûle